# کریستف دوپوئه
کریستف دوپوئه (فرانسوی: Christophe Dupouey‎; ۸ اوت ۱۹۶۸ – ۴ فوریهٔ ۲۰۰۹) دوچرخه‌سوار اهل فرانسه بود.